# Faust (film, 1913)
Faust je český němý film z roku 1913 natočený amatérským operním pěvcem Stanislavem Hlavsou podle opery Charlese Gounoda Faust a Markétka pro filmovou společnost Kinofa.

## Synopse
Hlavsa natočil zkratku prvního jednání Gounodovy opery, v němž stárnoucí Faust rozjímá nad smyslem života a jeho marností, chystá se jedem ukončit svůj život. Vtom se objeví ďábel Mefisto a nabídne mu omlazovací nápoj, který výtečně zafunguje. Na závěrečných snímcích se objevil před kamerou sám režisér a představitel Mefista Stanislav Hlavsa a ukláněl se do kamery.

## Obsazení
| František Krampera | Faust    |
| Stanislav Hlavsa   | Mefisto  |
| Marie Soukupová    | Markétka |

## Produkce
Film vznikl na podnět malíře a amatérského operního pěvce Stanislava Hlavsy, který se podjal úlohy režiséra adaptace části prvního jednání opery francouzského skladatele Charlese Gounoda Faust a Markétka. Sám se ujal také role Mefista, Fausta ztvárnil František Krampera. Film byl natočen pro filmovou výrobnu Antonína Pecha Kinofa. Za kamerou stál Alois Jalovec. Film se natáčel na střechách paláců Koruna a Lucerna na Václavském náměstí v Praze. Z historického pohledu je film zajímavý tím, že se jej jeho tvůrci pokusili „ozvučit“. Na představeních uváděných Kinofou stál sám režisér a představitel Mefista při projekci vedle plátna a střídavě zpíval role Fausta i Mefista, přičemž uměl zvládat jak Faustův tenor i Mefistův baryton. Udaná délka filmu 223 m nemusí být úplná, jde o současnou archivovanou délku filmového materiálu.